# North American Man/Boy Love Association
La North American Man/Boy Love Association (traduïble com: "Associació Nord-americana de l'Amor Home/Nen"), coneguda també per l'acrònim NAMBLA, és una associació estatunidenca de l'activisme pedòfil, amb seu a Nova York i San Francisco. Va ser membre integrant de l'Associació Internacional de Gais i Lesbianes.
Entre les seves activitats, la NAMBLA organitza una reunió anual a Nova York i reunions locals arreu dels Estats Units. A l'inici dels anys vuitanta, l'associació tenia més de 300 membres i va rebre el suport de l'escriptor jueu Allen Ginsberg.
Entre les publicacions de la NAMBLA hi ha o hi ha hagut: NAMBLA Bulletin, publicació trimestral editada des del 1980; i Gayme Magazine, publicada durant els anys noranta, s'enviava periòdicament als membres afiliats i també es venia en algunes llibreries.